# Chactidae
Los cáctidos (Chactidae) son una familia de escorpiones conformada por once géneros y 170 especies distribuidas en Estados Unidos, América central y sur América.

## Descripción
Los cáctidos se caracterizan por presentar un esternón hexagonal, el caparazón no presenta carenas y el borde anterior de este posee una leve escotadura mediana. Existen dos ojos laterales bien desarrollados y de uno a tres vestigiales, las quelas con dentículos, las tibas de los pedipalpos con cinco a siete tricobotrias, el borde interno de los dedos presentan fila dentículos alineados. El Telson sin tubérculo subaculear en ocasiones puede haber espinas o una fila de gránulos debajo del aguijón.

## Distribución
Los escorpiones de esta familia se encuentran en el oeste de los Estados Unidos, América central y sur América.

## Clasificación
Según el sistema de clasificación de Prendini y Francke la familia Chactidae se divide en: 
- Chactinae
  - Chactas Gervais, 1844
  - Teuthraustes Simon, 1878
  - Vachoniochactas González-Sponga, 1978
  - Nullibrotheas Williams, 1974
- Brotheinae
  - Broteochactas Pocock, 1893
  - Brotheas Koch, 1837
  - Hadrurochactas Pocock, 1893
  - Neochactas Soleglad & Fet 2003
- Uroctoninae
  - Anuroctonus Pocock, 1893
  - Uroctonus Thorell, 1876
- Sous-famille indéterminée 
  - Chactopsis Kraepelin, 1912

## Taxonomía
El género Chactopsis Kraepelin, 1912 Lourenço lo ubica en esta familia (Chactidae), mientras que Soleglad y Sissom, 2001 lo ubican en la familia Euscorpiidae.